# Rezolucje Rady Bezpieczeństwa ONZ z roku 1952
Stałe miejsca w Radzie Bezpieczeństwa ONZ w 1952 posiadały:
- Francja
- Republika Chińska
- Stany Zjednoczone
- Wielka Brytania
- ZSRR

W roku 1952 członkami niestałymi Rady były:
- Brazylia
- Chile
- Grecja
- Holandia
- Pakistan
- Turcja

## Rezolucje
Rezolucje Rady Bezpieczeństwa ONZ przyjęte w roku 1952: 
- 97 (w sprawie redukcji uzbrojenia konwencjonalnego)
- 98 (w sprawie Indii i Pakistanu)